# Райпур (округ)
Райпур (хин. रायपुर जिला, англ. Raipur) — округ в индийском штате Чхаттисгарх. Административный центр — город Райпур. 

## География
Площадь округа — 13 083 км². Район расположен на равнине Чхаттисгарх. Райпурский район административно разделен на 4 квартала Техсилс и 4 квартала застройки.

## Население
По данным всеиндийской переписи 2001 года население округа составляло 3 016 930 человек. Уровень грамотности взрослого населения составлял 68,5 %, что выше среднеиндийского уровня (59,5 %). Доля городского населения составляла 30,4 %.